# Bicskei Zoltán
Bicskei Zoltán (Magyarkanizsa, Jugoszlávia, 1958. május 21. –) vajdasági magyar filmrendező, grafikus. A Magyar Művészeti Akadémia rendes tagja (2011).

## Életútja, munkássága
A budapesti Képző- és Iparművészeti Szakközépiskola játékkészítő grafika szakán végzett 1976-ban. Érettségi után az Újvidéki Televíziónál illusztrátori állást kapott. 1979-től majd egy évtizeden át az újvidéki Jazz Napok szervezője, s az Új Symposion zenei rovatának szerkesztője volt. 1995-ben a magyarkanizsai dzsesszfesztivál művészeti igazgatója, 1996-ban az Orbis egyik szerkesztője. Illusztrálta Tolnai Ottó könyveit, Szabados György hanglemezborítóit, plakátokat készített Nagy József párizsi Jel Színházának. A Kanizsai Csoport tagja, írásait közölte még a Jazz Studium és  az Üzenet. 1990-ben b. z. rajzos füzete ... Kanizsára címmel kötete jelent meg Újvidéken.
Forgatókönyvíró, filmrendező is, első játékfilmjét Nagyapáti Kukac Péter mennybemenetelét 1999-ben fejezte be, ehhez az anyaországtól kapott anyagi támogatást. Második játékfilmjét, az Álom havát 2008 óta forgatja, vajdaságiak támogatják anyagilag, és kis szimbolikus összeggel segíti a Szülőföld Alapítvány. Legfőbb ihletője a szülőföld, mind grafikáit, mind filmjeit a magyarkanizsai tájak, legendák inspirálják. Magyarkanizsán él s alkot, immár Szerbiában. Itt mutatja be grafikai alkotásait is, a Kanizsai Csoport tárlatain szerepel. Korai kisfilmjei is szülőföldjéhez kötődnek:
- Ókanizsa (1988);
- A Telep (1989).

Napjainkban a magyarkanizsai Nagy József Regionális Kreatív Műhely igazgatója, a magyar kultúra és művészet terjesztője a szerbiai magyar kisebbség körében.

## Díjai, elismerései
- Magyar Művészetért díj (2010)
- Szőts István-díj (2014)[2]
- Magyar Arany Érdemkereszt (2013. augusztus 20.)[3]